# Crystal Springs (Flórida)
Crystal Springs é uma Região censo-designada localizada no estado americano de Flórida, no Condado de Pasco.

## Demografia
Segundo o censo americano de 2000, a sua população era de 1175 habitantes.

## Geografia
De acordo com o United States Census Bureau tem uma área de 14,4 km², dos quais 14,4 km² cobertos por terra e 0,0 km² cobertos por água.

## Localidades na vizinhança
O diagrama seguinte representa as localidades num raio de 24 km ao redor de Crystal Springs.